# Dame-Marie, Eure
Dame-Marie är en kommun i departementet Eure i regionen Normandie i norra Frankrike. Kommunen ligger i kantonen Breteuil som tillhör arrondissementet Évreux. År 2018 hade Dame-Marie 125 invånare.

## Befolkningsutveckling
Antalet invånare i kommunen Dame-Marie
Referens:INSEE